# دالة

مخطط التابع

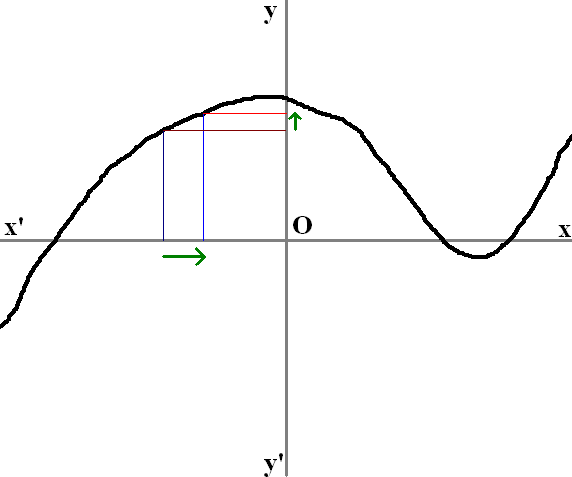
تمثيل بياني لدالة

رمز للدالة بشكل عام

الدَّالَّةُ (الجمع: دَوَالٌّ) أو التَّابِعُ أو الاِقْتِرَانُ (بالإنجليزية: Function) في الرياضيَّات، هي كائن رياضي يُمَثِّل علاقة تربط كُلَّ عنصرٍ من مجموعةٍ تدعى المنطلق أو مجموعة الانطلاق أو المجال {\displaystyle X\!} بعنصرٍ واحدٍ وواحدٍ فقط على الأكثر من مجموعة تدعى المستقر أو المجال المقابل أو مجموعة الوصول {\displaystyle Y\!}. أو باستعمال الصياغة الرياضية الرسمية: {\displaystyle f\colon X\rightarrow Y,x\mapsto f(x)\!}
ينتج عن هذا التعريف عدة أمور أساسية:
- لكل تابع مجموعة منطلق (أو نطاق) غالبًا ما تدعى {\displaystyle X\!}.
- لكل تابع مجموعة مستقر (أو نطاق مرافق) غالبًا ما تدعى {\displaystyle Y\!}.
- لا يمكن لعنصر من مجموعة المنطلق {\displaystyle X\!} أن يرتبط إلا بعنصر وحيد من مجموعة المستقر {\displaystyle Y\!}.
- يمكن لعنصر من مجموعة المستقر {\displaystyle Y\!} أن يرتبط بعنصر واحد أو أكثر من مجموعة المنطلق {\displaystyle X\!}.

فإذا كان المنطلق (النطاق) هو مجموعة القيم التي يمكن أن يأخذها متغير مستقل {\displaystyle x}، فإن المستقر أو (النطاق المرافق) هو مجموعة القيم الممكنة لقيم دالة {\displaystyle f(x)\!}.
غالبًا ما نخصص لفظ دالة للتطبيقات التي يكون مستقرها {\displaystyle \mathbb {R} } (الدوال العددية)، أو {\displaystyle \mathbb {C} } (الدوال العقدية). في حين نسمي تطبيقًا كل ما يحقق التعريف أعلاه.
الاقتران هو علاقة يرتبط بها كل عنصر من عناصر المجال بعنصر واحد فقط من عناصر المدى.

## أمثلة

التمثيل البياني لدالة هو منحنى بياني حيث صورة فاصلة كل نقطة منه تساوي ترتيبها فهذا التمثيل البياني للدالة

لتكن الدالة {\displaystyle f\colon X\rightarrow Y,x\mapsto x^{2}\!}
أي أن {\displaystyle f(x)=x^{2}\!}
بأخذ {\displaystyle x=2} نجد {\displaystyle f(2)=4}، هنا بالتعريف أعلاه اختُصرت الدالة التربيعية بالحرف {\displaystyle f\!}.
عندئذ نجد أن العنصر {\displaystyle x=2} من المنطلق يرتبط بالعنصر {\displaystyle y=4} من المستقر فقط. العنصر {\displaystyle x=-2} من المنطلق (أو المجال) {\displaystyle X\!} يرتبط بالعنصر {\displaystyle y=4} فقط من المستقر، فإذا من الممكن للعنصر {\displaystyle y=4} من المستقر أن يرتبط بعنصرين {\displaystyle x=2} و{\displaystyle x=-2} من المنطلق في حين أن أي عنصر من المنطلق يرتبط بعنصر واحد فقط من المستقر. هذا أمر جوهري في تحديد كون أي علاقة بين مجموعتين تشكل دالة رياضية.
بالمقابل
{\displaystyle \mathrm {Root} (x)=\pm {\sqrt {x}}}
ليست دالة، لأنها تربط أي مدخل {\displaystyle x} بمخرجين. مثل، الجذر التربيعي للعدد {\displaystyle 9} قد يحتمل قيمتين هما {\displaystyle 3} و{\displaystyle -3}. لهذا، إذا أردنا أن نجعل الجذر التربيعي دالة فيجب أن نحدد أي جذر نختار، السالب أم الموجب. التعريف
{\displaystyle \mathrm {Posroot} (x)={\sqrt {x}},\quad \forall x\geq 0}،
يعطي لأي مدخل غير سالب مخرجًا واحدًا فقط هو الجذر التربيعي الموجب.
{\displaystyle f(2)=2\cdot 2=4}

## مصطلحات

### مجال الدالة
مجال دالة أو مجموعة تعريفها هو مجموعة جزئية من المنطلق حيث الدالةُ معرفةٌ. أي حيث الدالة تربط حتميا العنصر بمجموعة الانطلاق بعنصر من مجموعة الوصول. على سبيل المثال، دالة الجذر التربيعي لا تعرف إلا على الأعداد الموجبة. إذن مجموعة انطلاق هذه الدالة هي ℝ بينما مجالها فهو ℝ+.

### مدى الدالة
مدى دالة هو مجموعة القيم الفعلية للدالة {\displaystyle f\!}.
مدى الدالة هو مجموعة القيم المحتمل خروجها ناتجًا للدالة بعد التعويض بالقيم الخاصة بمجال الدالة فمثلًا {\displaystyle f(x)=y=4x+1\!} فإن هذه الدالة تتكون من مجال يمثل كل قيم {\displaystyle x\!} الممكنة أما مدى الدالة فهو يمثل كل قيم {\displaystyle y\!} المحتمل خروجها ناتجًا للتعويض في هذه الدالة.
ويجب عدم الخلط بين المدى والمستقر حيث يمكن للدالة ألا تغطي جميع قيم المستقر فيكون المدى مجرد مجموعة جزئية من المستقر.

### ما الدالة وما التطبيق ؟
عادة ما تسمى الدالة تطبيقًا، ولكن هناك من الكتاب والعلماء من يضع فرقا بينهما. على سبيل المثال، فهناك من يعرف التطبيق دالةً إضافة إلى عدد من البُنى الخاصة.
انظر إلى نظام تحريكي وإلى تطبيق بوانكاري.

## أنواع الدوال
هناك أنواع عديدة من الدوال.

### الدوال الزوجية والدوال الفردية
إذا كانت دالة ما تعطي نفس النتيجة عندما تطبق على العدد وعلى مقابله، فإن هذه الدالة تسمى دالة زوجية. وإذا كانت تعطي قيمةً ما عندما تُطبق على عدد ما وتعطي مقابل هذه القيمة عندما تطبق على مقابل هذا العدد، فإن هذه الدالة تسمى دالة فردية.

### الدوال الشمولية والدوال التباينية والدوال التقابلية
تكون دالة ما تقابلًا، وقد يقال دالة تقابلية إذا كانت في آن واحد شمولية وتباينية. أما الدالة الشمولية فهي دالة تضمن وجود سابق لكل عنصر من عناصر مجموعة الوصول. وأما الدالة التباينية فهي كل دالة تضمن الاختلاف عند اختلاف المداخل.
إذا كانت الدالة {\displaystyle f\!} تقابلًا، فإن لها دالة الدالة العكسية مجموعة انطلاقها هي مجموعة وصول الدالة {\displaystyle f\!}، ومجموعة وصولها هي مجموعة انطلاق {\displaystyle f\!}.

### الدوال المتزايدة والدوال المتناقصة والدوال الرتيبة

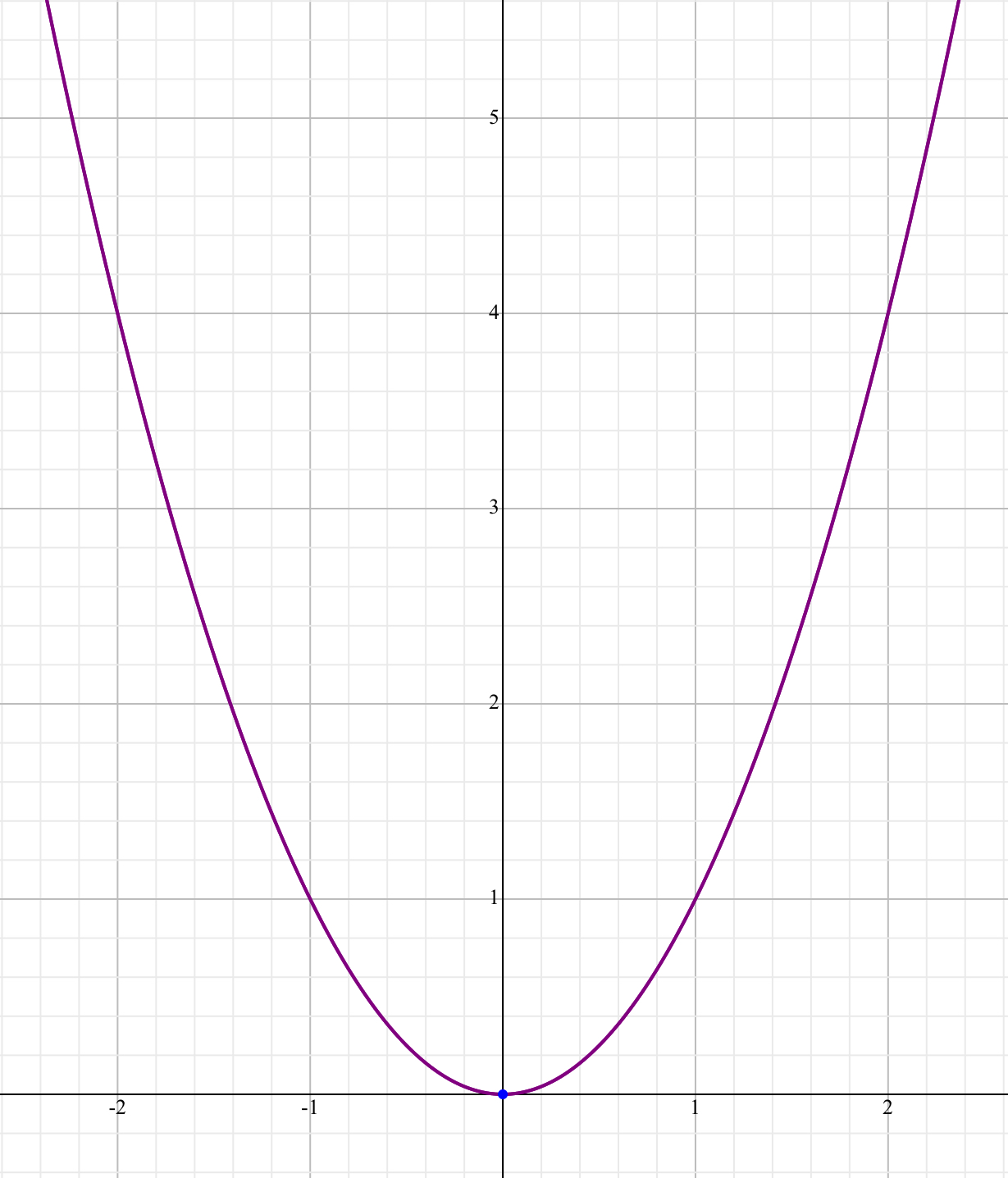
التمثيل المبياني للدالة f(x)=x^2، يوضح أن الدالة متزايدة على اليمين ومتناقصة على اليسار

الدوال المتزايدة هن دوال تكبر قيمها عندما تكبر قيمة متغيرها والدوال المتناقصة فهن دوال تنقص قيمها عندما تكبر قيمة متغيرها. وأما الدوال الرتيبة فهن الدوال اللائي يحافظن على ترتيب ما، أي أنهن إما متزايدة أو متناقصة وليس الصفتين معا.
لمعرفة ما إذا كانت الدالة {\displaystyle f(x)}، دالة متزايدة أو متناقصة أو رتيبة، يجب أخذ اشتقاق الدالة {\displaystyle f'(x)}، فإذا كان اشتقاقها أكبر قطعا من الصفر {\displaystyle f'(x)>0}، إذا الدالة متزايدة، إذا كان إشتقاقها أصغر قطعا من الصفر {\displaystyle f'(x)<0} تكون الدالة متناقصة. إشتقاق الدالة الثابتة يساوي الصفر.
مثال
لتكن {\displaystyle f(x)=x^{2}} إذا اشتقاقها هو {\displaystyle f'(x)=2x}، لاحظ أن {\displaystyle f'(x)=2x>0\implies x>0} و {\displaystyle f'(x)=2x<0\implies x<0} إذا الدالة متزايدة في {\displaystyle ]0,\infty [} و متناقصة في {\displaystyle ]-\infty ,0[}، تكون الدالة ثابتة في {\displaystyle x=0}. وبالتالي فإن هذه الدالة ليست رتيبة (طالع الصورة)

### الدوال الحقيقية والدوال المركبة
الدالة المركبة والدالة التحليلية

### المتتاليات
إذا كانت مجموعة انطلاق دالة ما هو مجموعة الأعداد الصحيحة الطبيعية، فإن هذا الدالة تسمى متتالية.

### الدوال الذاتية الاستدعاء
هي دوال يُحتاج في تعريفها إلى استدعاء الدالة ذاتها، دالة العاملي مثالًا.

### أنواع أخرى
الدالة الثابتة والدالة المستمرة والدالة الضمنية والدالة الأسية والدالة الصريحة والدالة المتطابقة.

## تاريخ
صاغ مصطلح «function» بالإنكليزية العالم غوتفريد لايبنتز في عام 1649 لوصف كميات تتعلق بالمنحنيات كالميل عند نقطة معينة من المنحني.
تم استخدام المصطلح بعدها من قبل عالم الرياضيات ليونهارد أويلر في منتصف القرن الثامن عشر لوصف التعابير والصيغ الرياضية التي تتضمن عدة وسائط رياضية.

## معرض صور
